# Karen Pence
Karen Sue Pence (nhũ danh Batten, trước đây là Whitaker; sinh ngày 1 tháng 1 năm 1957) là một nhà giáo dục, giáo viên và họa sĩ người Mỹ, và là Đệ nhị Phu nhân Hoa Kỳ từ năm 2017 đến năm 2021. Bà kết hôn với cựu Phó Tổng thống Hoa Kỳ thứ 48 của Hoa Kỳ, Mike Pence. Bà từng là đệ nhất phu nhân của tiểu bang Indiana từ năm 2013 đến năm 2017.

## Cuộc sống và giáo dục sớm
Tên khai sinh của bà là Karen Sue Batten. Pence sinh ra tại Căn cứ Không quân McConnell ở tiểu bang Kansas vào ngày 1 tháng 1 năm 1957. Mẹ bà là Lillian (nhũ danh Hacker; 1931–2004) và cha là John M. Batten (1931/1932–1988), một quan chức của Hãng hàng không United Airlines. Cha mẹ bà li dị khi bà còn rất nhỏ, và mẹ bà kết hôn với Bernard Barcio vào năm 1967. Pence lớn lên ở khu phố Broad Ripple Village của Indianapolis, nơi bà tốt nghiệp thủ khoa từ trường trung học Bishop Chatard. Pence theo học tại Đại học Butler với chuyên ngành sư phạm và chuyên ngành phụ về mỹ thuật. Bà nhận được cả bằng Cử nhân Khoa học (BS) và Thạc sĩ Khoa học (MS) về giáo dục tiểu học từ Đại học Butler.

## Sự nghiệp
Pence đã giảng dạy tại Trường tiểu học John Strange, Trường tiểu học Acton, Trường tiểu học Fall Creek và Trường học Orchard, tất cả đều ở Indianapolis.
Sau khi sinh đứa con đầu lòng, Pence tham gia một lớp học vẽ tranh màu nước. Điều này đã dẫn bà đến với một sự nghiệp hội họa về các ngôi nhà và các tòa nhà lịch sử. Pence đã hoàn thành tới ba mươi lăm bức tranh mỗi năm, bao gồm các tác phẩm được đặt thuê và một số được bán tại các hội chợ nghệ thuật địa phương.

## Đệ nhất phu nhân Indiana
Pence là Đệ nhất phu nhân tiểu bang Indiana khi chồng bà là ông Mike Pence nắm giữ chức vụ thống đốc bang từ 2013 đến 2017. Trong năm đầu tiên trong vai trò này, bà đã thành lập Quỹ từ thiện của Đệ nhất phu nhân Indiana để "thúc đẩy các cá nhân và tổ chức khuyến khích trẻ em, gia đình và nghệ thuật", cũng như cung cấp tài trợ và học bổng.
Vào năm 2015, Pence thành lập một doanh nghiệp thủ công mỹ nghệ nhỏ có tên "'That's My Towel!' Charm". Công việc kinh doanh bị đình trệ khi Mike Pence trở thành ứng cử viên phó tổng thống.

## Đệ Nhị Phu nhân Hoa Kỳ
Karen Pence trở thành Đệ nhị Phu nhân Hoa Kỳ vào ngày 20 tháng 1 năm 2017, kế nhiệm Jill Biden. Tham mưu trưởng của bà là Kristan King Nevins, người từng phục vụ cho Barbara Bush khi bà này giữ cương vị Đệ nhất phu nhân. Vào tháng 10 năm 2017, bà đến thăm khuôn viên trường Đại học bang Florida để quảng bá chương trình trị liệu nghệ thuật của trường đại học vốn đã có từ những năm 1990.
Pence cũng là người ủng hộ việc bảo tồn ong mật. Khi còn là Đệ nhất Phu nhân Indiana, bà cho lắp đặt một tổ ong tại Dinh cơ của Thống đốc bang này. Pence tiếp tục thúc đẩy sự hiểu biết của công chúng về sự tàn phá hệ sinh thái của loài ong mật và tầm quan trọng của việc thụ phấn bằng việc lắp đặt một tổ ong tại Dinh cơ của Phó Tổng thống vào năm 2017.
Vào tháng 1 năm 2019, có tin đồn rằng Pence sẽ trở lại giảng dạy mỹ thuật tại Trường Công giáo Immanuel. Trong một thông cáo báo chí, bà khẳng định mình rất "mong muốn trở lại giảng đường và làm những gì mình thích," và "rất nhớ việc giảng dạy mỹ thuật."